# Cerro al Lambro
Cerro al Lambro (AFI: [ˈtʃɛrro al ˈlambro], Cerr in dialetto milanese, AFI: [ˈtʃɛr], e semplicemente Cerro fino al 1862) è un comune italiano di 5 188 abitanti della città metropolitana di Milano in Lombardia. Il comune è un piccolo centro di pianura, al confine con le province di Lodi e Pavia, di antiche origini, con un'economia basata essenzialmente sull'agricoltura. Sorge sulla sponda destra del fiume Lambro, in un'area pianeggiante ricca di corsi d'acqua che ne accrescono la produttività.

## Geografia fisica

### Territorio e idrografia
Il territorio, che comprende anche i nuclei di Fornaci, Gazzera e Leona, presenta un profilo geometrico molto regolare, con variazioni altimetriche quasi impercettibili; conseguentemente l'abitato ha un andamento plano-altimetrico pianeggiante.
Si trova nella parte meridionale della provincia. Confina a nord con il comune di Melegnano, a est con Vizzolo Predabissi e San Zenone al Lambro, a ovest con il comune di Carpiano e a sud con Casaletto Lodigiano (Lodi) e Bascapè (Pavia). Il comune è attraversato nella parte orientale dal fiume Lambro, che crea un confine naturale con il comune di San Zenone al Lambro.

### Clima
Cerro al Lambro si trova nella fascia climatica E con 2514 Gradi giorno. Il limite di accensione degli impianti di riscardamento va dal 15 ottobre al 15 aprile per un massimo di 14 ore.
Di seguito sono riportati i dati in base alla stazione meteorologica di Milano Linate.
| MILANO LINATE (1971-2000)       | Mesi         | Mesi         | Mesi        | Mesi        | Mesi        | Mesi        | Mesi        | Mesi        | Mesi        | Mesi        | Mesi        | Mesi        | Stagioni | Stagioni | Stagioni | Stagioni | Anno  |
| MILANO LINATE (1971-2000)       | Gen          | Feb          | Mar         | Apr         | Mag         | Giu         | Lug         | Ago         | Set         | Ott         | Nov         | Dic         | Inv      | Pri      | Est      | Aut      | Anno  |
| ------------------------------- | ------------ | ------------ | ----------- | ----------- | ----------- | ----------- | ----------- | ----------- | ----------- | ----------- | ----------- | ----------- | -------- | -------- | -------- | -------- | ----- |
| T. max. media (°C)              | 5,9          | 9,0          | 14,3        | 17,4        | 22,3        | 26,2        | 29,2        | 28,5        | 24,4        | 17,8        | 10,7        | 6,4         | 7,1      | 18,0     | 28,0     | 17,6     | 17,7  |
| T. min. media (°C)              | −0,9         | 0,3          | 3,8         | 7,0         | 11,6        | 15,4        | 18,0        | 17,6        | 14,0        | 9,0         | 3,7         | 0,1         | −0,2     | 7,5      | 17,0     | 8,9      | 8,3   |
| T. max. assoluta (°C)           | 21,7 (2000)  | 23,8 (1990)  | 27,3 (1997) | 26,8 (1997) | 32,0 (1997) | 35,4 (1996) | 37,2 (1983) | 37,1 (1998) | 33,0 (1983) | 30,4 (1997) | 21,4 (1998) | 18,1 (1991) | 23,8     | 32,0     | 37,2     | 33,0     | 37,2  |
| T. min. assoluta (°C)           | −14,4 (1985) | −12,8 (1991) | −7,4 (1971) | −2,4 (1973) | 1,2 (1991)  | 8,0 (1991)  | 10,1 (1974) | 8,4 (1972)  | 3,0 (1972)  | −2,3 (1973) | −6,0 (1983) | −9,9 (1981) | −14,4    | −7,4     | 8,0      | −6,0     | −14,4 |
| Giorni di calura (Tmax ≥ 30 °C) | 0            | 0            | 0           | 0           | 0           | 4           | 14          | 12          | 1           | 0           | 0           | 0           | 0        | 0        | 30       | 1        | 31    |
| Giorni di gelo (Tmin ≤ 0 °C)    | 18           | 13           | 4           | 1           | 0           | 0           | 0           | 0           | 0           | 0           | 5           | 16          | 47       | 5        | 0        | 5        | 57    |
| Precipitazioni (mm)             | 58,7         | 49,2         | 65,0        | 75,5        | 95,5        | 66,7        | 66,8        | 88,8        | 93,1        | 122,4       | 76,7        | 61,7        | 169,6    | 236,0    | 222,3    | 292,2    | 920,1 |
| Giorni di pioggia               | 7            | 5            | 7           | 8           | 9           | 8           | 5           | 7           | 6           | 8           | 6           | 6           | 18       | 24       | 20       | 20       | 82    |
| Giorni di nebbia                | 21           | 12           | 5           | 2           | 1           | 1           | 1           | 1           | 4           | 12          | 16          | 17          | 50       | 8        | 3        | 32       | 93    |
| Umidità relativa media (%)      | 83           | 75           | 70          | 72          | 72          | 71          | 70          | 72          | 74          | 80          | 83          | 84          | 80,7     | 71,3     | 71       | 79       | 75,5  |

## Origini del nome
Il nome di Cerro deriva dal nome di una pianta detta cerro, dal nome latino Quercus cerris. È un tipo di quercia che ha la sua diffusione nell'Europa centrale e sud-orientale ed è frequente anche nelle piantagioni dei parchi. Tale albero fornisce un legname molto pregiato, usato principalmente per la confezione di botti e di raggi delle ruote e anche per farne carbone di legna. La scelta del nome "cerro" è da mettersi in relazione con l'abbondanza di antica vegetazione tipica delle sponde del Lambro: carpini, betulle, pioppi, noci, aceri, querce. Ed è per questo motivo che nello stemma del Comune su campo verde appare un albero di cerro dorato. Si chiamò, poi, Cerro al Lambro e non più soltanto Cerro, dopo l'unità d'Italia nel 1861, per distinguerlo da altri Comuni che avevano il medesimo nome (Cerro al Volturno, Cerro Maggiore, Cerro Tanaro, Cerro Veronese).

## Storia
I primi insediamenti nella zona sono di epoca celtica e risalgono al V e IV secolo a.C.. Fin dall'antichità ha rivestito un ruolo di una certa importanza, grazie alla sua posizione strategica nei pressi del Lambro, che rappresentava una delle principali vie di collegamento tra Milano, il fiume Po e il mare, e della strada che univa Melegnano a Pavia, divenuta al tempo delle invasioni barbariche la capitale del regno dei Longobardi. Coinvolta nella seconda metà del XII secolo nelle lotte tra i comuni lombardi e l'imperatore Federico Barbarossa, il quale vi si accampò con le proprie truppe prima di assediare e distruggere Milano, a seguito della pace di Costanza del 1183 fu posta sotto la giurisdizione di Lodi, ritornando ai milanesi nel 1198. Nei secoli successivi fece parte dei possedimenti di diverse nobili famiglie, tra cui quelle dei Visconti, degli Sforza e dei feudatari di Bascapè.
Nel XVII Cerro risulta incluso nella pieve di San Giuliano e viene elencato tra le località cui spetta la manutenzione della "strata da Melegnano" come el locho de Cerro. Nel 1757 a Cerro fu aggregato il nucleo abitativo di Gazzera. Nel 1786 il comune fu inserito nella provincia di Milano.
Nel 1798 il comune di Cerro, con la frazione Gazzera, venne inserito nel distretto di Melegnano e nel dipartimento d'Olona.
Con l'attivazione del compartimento territoriale del Regno d'Italia Cerro restò a far parte del distretto I di Milano, inserito nel cantone VIII di Melegnano. Nel 1809 il comune di Cerro fu soppresso e aggregato al comune di Riozzo che fu in seguito aggregato al comune di Melegnano, capoluogo del cantone IV del distretto I di Milano. Nel 1816, con la costituzione del Regno Lombardo-Veneto, Cerro e l'unità Gazzera ricostituirono l'autonomia.
Alla costituzione nel 1861 del Regno d'Italia, il comune aveva una popolazione residente di 639 abitanti.
Sino al 1862 il comune mantenne la denominazione di Cerro e successivamente a tale data il comune assunse la denominazione di Cerro al Lambro.
Nel 1878 al comune di Cerro al Lambro venne aggregato il soppresso comune di Riozzo.
Nel 1904 dal comune di Cerro al Lambro vennero staccate le frazioni Sabbiona e Lunetta, aggregate al comune di San Zenone al Lambro.
A partire dagli anni ottanta del XX secolo, il comune ha conosciuto un importante sviluppo demografico ed edilizio; in particolare, la frazione Riozzo è ormai saldata senza soluzione di continuità alla città di Melegnano.

### Simboli
Lo stemma e il gonfalone sono stati concessi con decreto del presidente della Repubblica del 18 maggio 1976.
Stemma
L'albero di cerro riprende il toponimo del Comune; il fiume d'azzurro rappresenta il fiume Lambro.
Gonfalone

## Monumenti e luoghi d'interesse

### Architetture religiose

#### Chiesa dei Santi Giacomo e Cristoforo
Delle origini iniziali di una Chiesa a Cerro al Lambro mancano notizie, nonostante se ne possa supporre l'esistenza fin dall'alto medioevo. La prima notizia certa è datata 1398. La chiesa divenne "parrocchia" nel 1500, due secoli prima che fu eretta l'attuale facciata.
Attualmente si trova nella diocesi di Lodi e nel vicariato di Lodi Vecchio, ma fino al 1881 nella diocesi di Pavia.
Nel 1576 fu censita come parrocchia nel vicariato di Vidigulfo con 250 persone. La chiesa fu consacrata nel 1893 dal vescovo di Lodi Giovanni Battista Rota.
Dal 2000 la parrocchia costituisce un'Unità pastorale con le parrocchie di Riozzo, Mairano, Salerano, Casaletto Lodigiano e Gugnano.

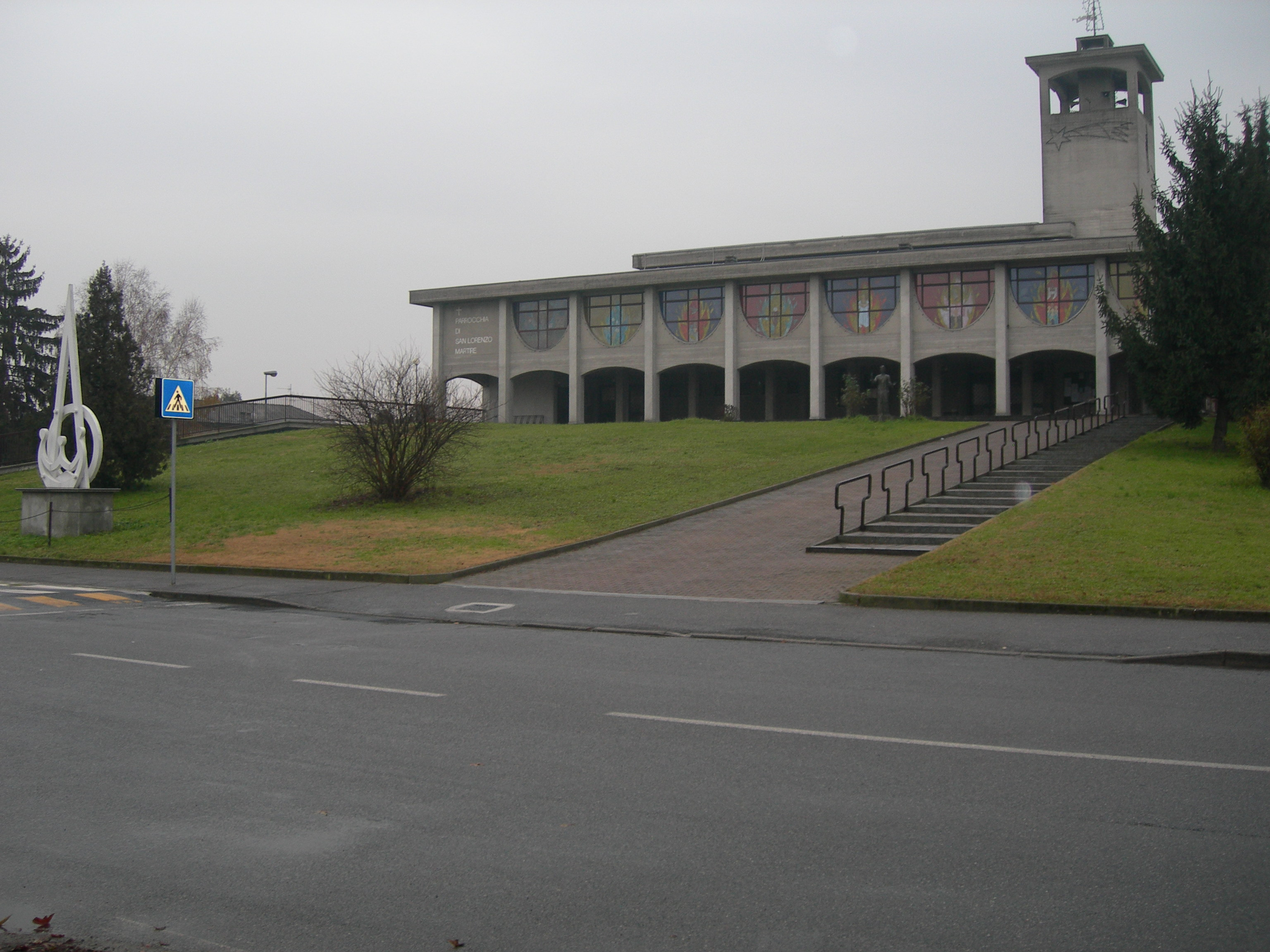
La chiesa di San Lorenzo

#### Chiesa di San Lorenzo
La chiesa di San Lorenzo si trova nella frazione di Riozzo, fu costruita negli anni settanta e costituita il 22 maggio 1979.

#### Chiesina di San Rocco

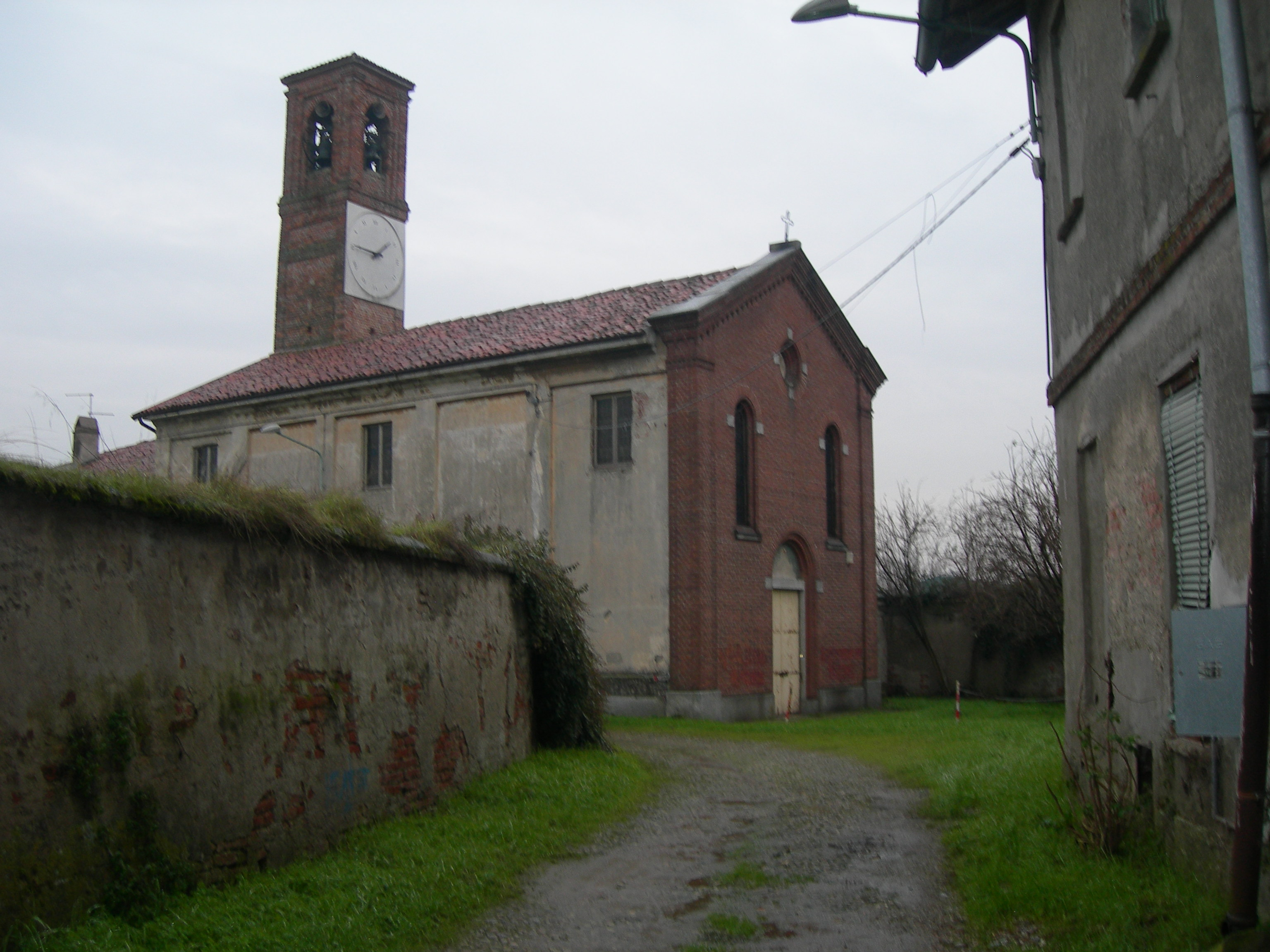
La chiesina di San Rocco

L'anno di fondazione della chiesa è impreciso. Il primo documento in cui viene citata una cappella in Riozzo, con l'obbligo di mantenere un cappellano, è del 1517.
In passato la chiesa era più piccola: infatti negli anni trenta del XX secolo fu allungata di tre metri e venne ricostruitra la facciata.
La chiesina è inoltre ricca di opere artistiche. La prima è la Madonna col Bambino, posta davanti all'altare, risale al Trecento e fu costruita dal Maestro di sculture di Viboldone.
La Processione di San Gregorio, datata tra il 1584 e il 1610, commemora la solenne processione dell'anno 590 per invocare la cessazione dell'epidemia di peste durante la quale vi fu l'apparizione di San Michele arcangelo.
Santa Eurosia, dipinta da Cesare Fiori, risale al 1673. L'opera è stata recentemente restaurata, ripresentata ufficialmente il 23 giugno 2012.

### Architetture civili

#### Palazzo Annoni Cicogna Mozzoni
La struttura ospita gli uffici comunali di Cerro. Risale al XIV secolo.

## Società

### Evoluzione demografica
- 294 nel 1751
- 458 nel 1805
- annessione a Riozzo nel 1809
- annessione a Melegnano nel 1811
- 564 nel 1853
- 639 nel 1861
- 597 nel 1871
- 1 188 nel 1881 dopo annessione di Riozzo nel 1878

Abitanti censiti

### Etnie e minoranze straniere
Secondo le statistiche ISTAT al 1º gennaio 2021 la popolazione straniera residente nel comune metropolitano era di 275 persone, pari al 5,4% della popolazione. Le nazionalità maggiormente rappresentate in base alla loro percentuale sul totale della popolazione residente erano al 2021:
- Romania 50
- Marocco 22
- El Salvador 21
- Albania 17
- Ecuador 17
- Perù 14
- Ucraina 13
- India 11
- Moldavia 10
- Egitto 10

## Cultura

### Biblioteche
La Biblioteca di Cerro al Lambro è ospitata dal nuovo Centro Civico "G. Puecher" in Piazza Roma. È parte del sistema bibliotecario CUBI.

### Scuole
L'istituto Paolo Frisi di Melegnano possiede le scuole dell'infanzia Pio XII e Alessandro Manzoni e la scuola elementare Alessandro Manzoni a Riozzo e la scuola secondaria di primo grado Aldo Moro a Cerro.

### Eventi
A ottobre si tiene la festa patronale di Cerro, a maggio la Sagra di Riozzo, a luglio A tutto sport e tra giugno e luglio Estate nel Parco.

## Geografia antropica

### Urbanistica
A partire dal 1970 Cerro al Lambro adotta il Piano di Fabbricazione (PdF) che avvia uno sviluppo di coerenza con i terreni agricoli. Il Piano Regolatore Generale del 1986 porta all'attuale condizione di Cerro e Riozzo: in particolare a Riozzo viene cancellata la previsione di una grande area verde a sud dell'area della Saronio, che viene destinata all'edificazione residenziale.

### Frazioni e località

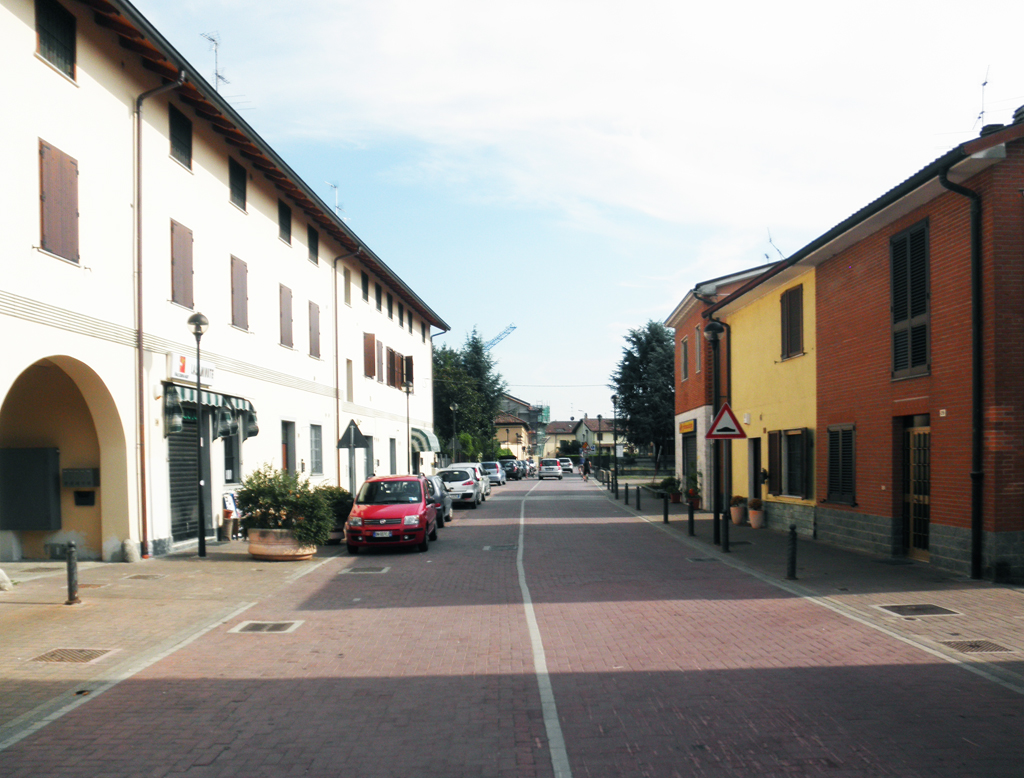
Via IV Novembre a Riozzo.

- Riozzo si trova nel territorio settentrionale del comune a 2,45 chilometri dal centro cittadino.[41] La frazione possiede due chiese, tre scuole e alcune entità locali.[41] Con i suoi 2 312 abitanti,[42] è la località più popolosa del comune.[41]
- Fornaci è un cascinale posto a 1,67 chilometri da Cerro[43] e luogo, un tempo, di fornaci per la cottura di mattoni.[44] Ha 17 abitanti,[42]
- Gazzera è un cascinale di 17 abitanti.[42] posto a 81 metri di altitudine e a 1,23 chilometri da Cerro.[45]
- Leona è una frazione di 18 abitanti,[42] situata a soli 790 metri da Cerro.[46]

### Altre località
- Volpere si trova a 1,88 chilometri da Cerro.[47]
- Belvedere è posta su una lieve altura a 1,29 chilometri da Cerro.[48]
- Abbazia era il possidimento di un'abbazia di cui non rimane nessuna traccia.[44] Si trova a 1,01 chilometri da Cerro.[49]
- Mirandola ha origine da un antico insediamento di agricoltori.[44]
- Lassi trae le sue origini dalla famiglia Lassi ed è presente nei documenti dal XIV secolo.[44]

## Economia

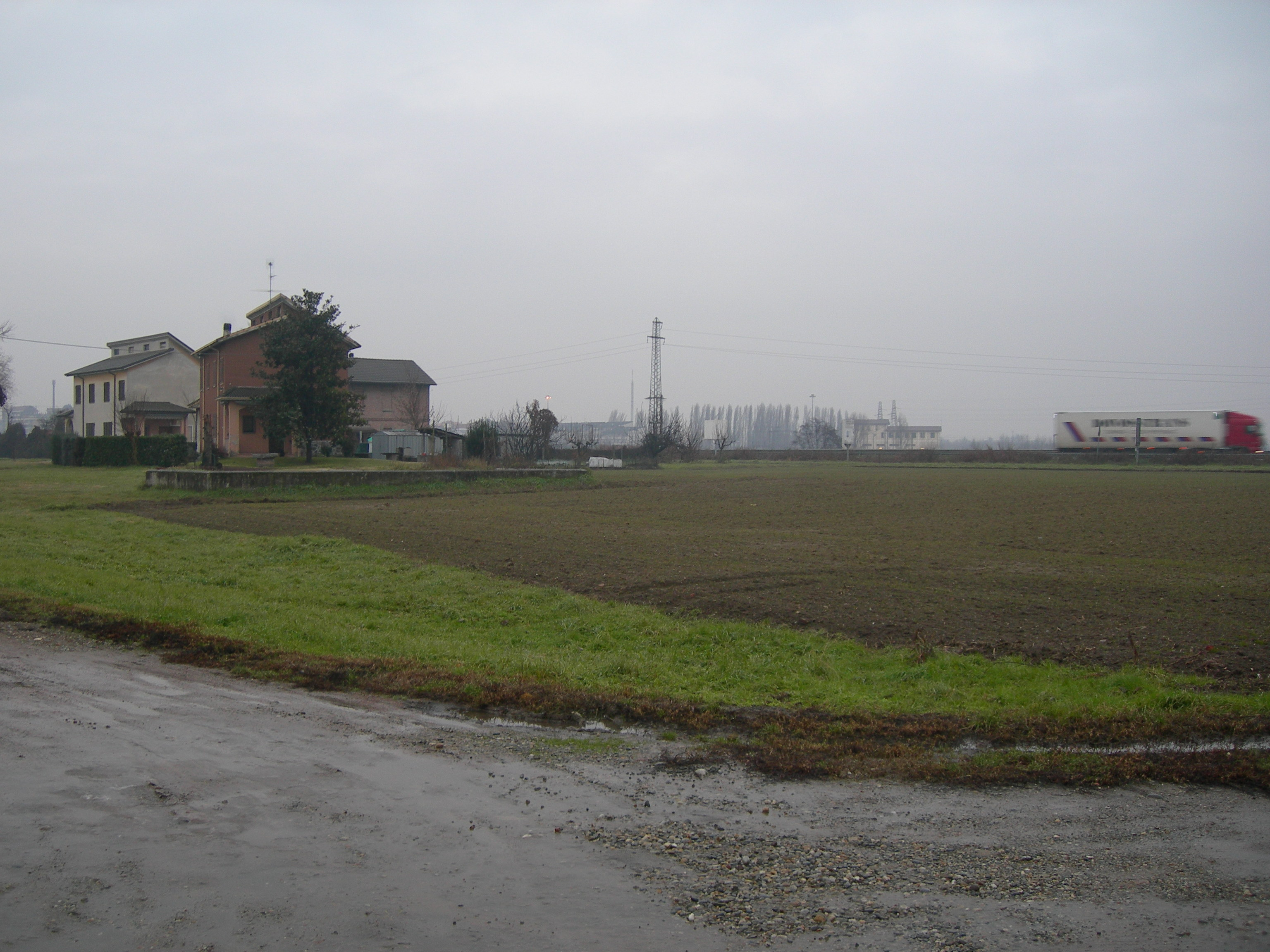
Campagna di Riozzo

La principale fonte di reddito per la popolazione continua ad essere costituita dall'agricoltura, praticata con successo grazie alle favorevoli caratteristiche del terreno, che consentono proficue coltivazioni di cereali, ortaggi e foraggi. Praticato anche l'allevamento di bovini, suini e avicoli. Le attività industriali, limitate al comparto edile, sono pressoché irrilevanti. Il terziario si compone di una piccola rete distributiva (appena sufficiente al soddisfacimento dei bisogni primari della comunità) e dell'insieme dei servizi, tra i quali, accanto a quelli amministrativi e scolastici, è presente il servizio bancario, per l'esercizio del credito e dell'intermediazione monetaria. Priva di servizi pubblici particolari, non dispone di strutture sociali, sportive e per il tempo libero degne di rilievo; è possibile frequentare le scuole dell'obbligo ma mancano strutture al servizio della cultura. Le strutture ricettive, pur comprendendo qualche esercizio di ristorazione, non offrono possibilità di soggiorno, mentre quelle sanitarie garantiscono il servizio farmaceutico e per le altre prestazioni occorre rivolgersi altrove.
Non può essere considerata una meta turistica per mancanza di attrattive significative ed è poco frequentata anche per lavoro, poiché le sue attività produttive non hanno raggiunto un livello tale da consentire un maggiore assorbimento di manodopera. Molto diffuso è invece il pendolarismo verso le aree maggiormente industrializzate. I suoi rapporti, alquanto rilevanti, con i comuni vicini, ai quali la popolazione si rivolge per l'istruzione secondaria di secondo grado e i servizi non disponibili sul posto, aiutata da un agevole sistema di collegamenti, si intensificano in occasione delle feste patronali di Cerro e Riozzo.

## Infrastrutture e trasporti
Cerro al Lambro è attraversata dalla SP 17 (la santangiolina) che consente il collegamento con gli altri paesi posti a sud.
Fra il 1881 e il 1931 la località ospitò una fermata della tranvia Melegnano-Sant'Angelo Lodigiano.
Il comune è servito da alcune autolinee suburbane.

## Amministrazione
Segue un elenco delle amministrazioni locali.
| Periodo | Periodo | Primo cittadino    | Partito                       | Carica                  | Note |
| ------- | ------- | ------------------ | ----------------------------- | ----------------------- | ---- |
| 1945    | 1946    | Augusto Marziali   |                               | Sindaco                 |      |
| 1946    | 1951    | Daniele Ercoli     |                               | Sindaco                 |      |
| 1951    | 1956    | Angelo Bertoletti  |                               | Sindaco                 |      |
| 1956    | 1975    | Ercole Ercoli      |                               | Sindaco                 |      |
| 1975    | 1990    | Pietro Rossi       |                               | Sindaco                 |      |
| 1990    | 1992    | Diego De Luca      |                               | Sindaco                 |      |
| 1993    |         | ? Donmarco         |                               | Commissario prefettizio |      |
| 1993    | 1997    | Paolo Granata      |                               | Sindaco                 |      |
| 1997    | 2001    | Daniela Acerbi     |                               | Sindaco                 |      |
| 2001    |         | ? Inversioni       |                               | Commissario prefettizio |      |
| 2001    | 2011    | Dario Signorini    | lista civica                  | Sindaco                 |      |
| 2011    | 2021    | Marco Sassi        | lista civica (centrosinistra) | Sindaco                 |      |
| 2021    |         | Gianluca Di Cesare |                               | Sindaco                 |      |

## Sport

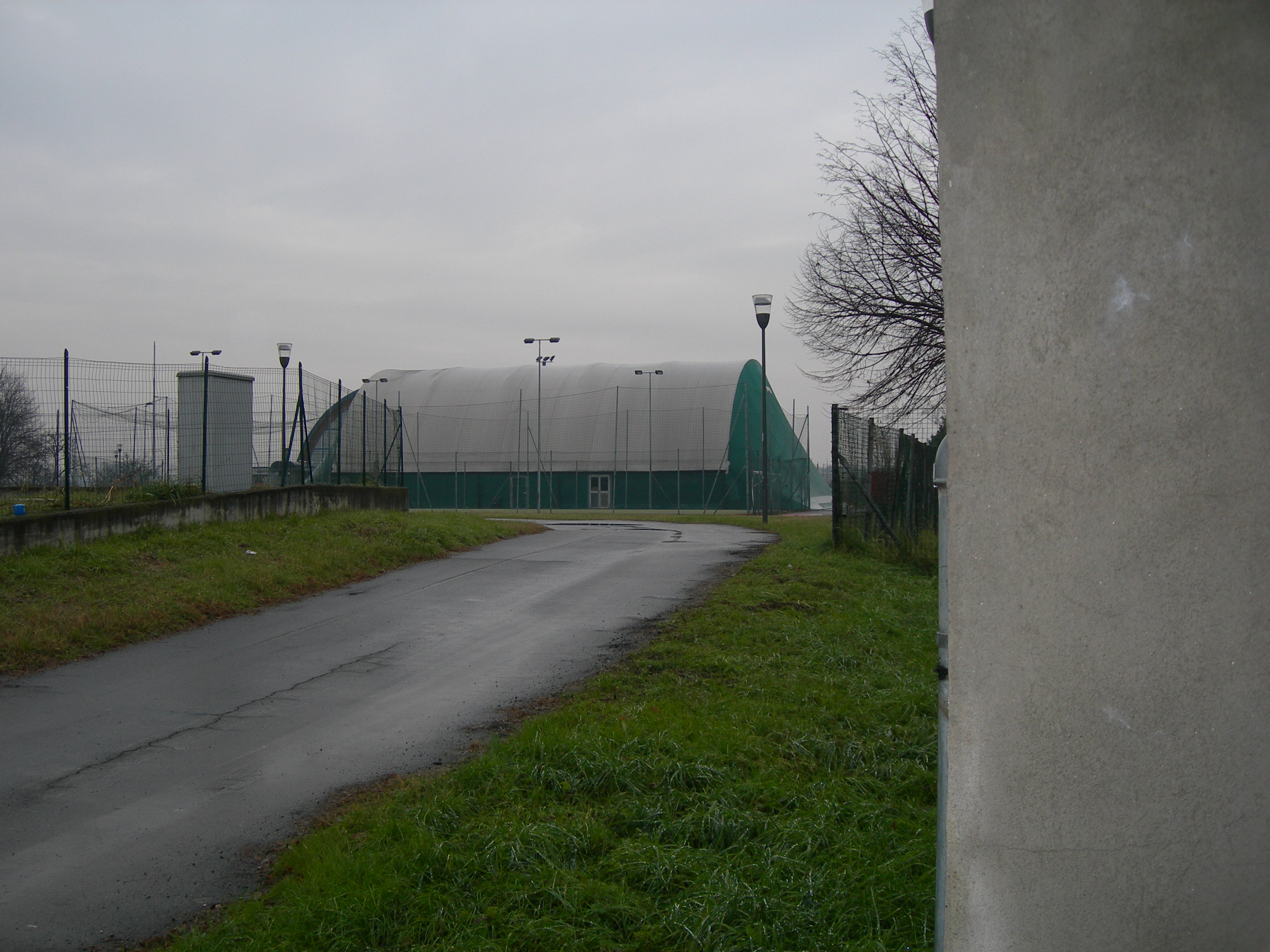
Il Palazzetto dello Sport

A Cerro al Lambro hanno sede due impianti sportivi: il centro sportivo Ugo Guazzelli e il Palazzetto dello Sport. Il primo è gestito dall'A.C. Riozzese ed è composto da uno stadio, utilizzato anche dal Sangiuliano City, che  milita in Serie D e da un campo da calcetto. Il secondo è stato inaugurato nel 2009 ed è gestito dalla Volley Riozzo in collaborazione con A.C. Riozzese e dall'A.S. Lamber.
L'Associazione Calcio Riozzese è una società calcistica femminile avente sede a Riozzo. La sua attività ha avuto inizio nel 1964 e nel 2001 nacquero le squadre femminili. La squadra si trova nel campionato di Serie C. Conta un totale di 100 iscritti tra le squadre maschili e quelle femminile.
La Polisportiva S. Rocco nasce nel 1982 in collaborazione con il Parroco di Riozzo. Attualmente la società propone tre discipline: danza moderna, calcio e la pallavolo tramite la squadra Volley Riozzo Marudo.

## Galleria d'immagini

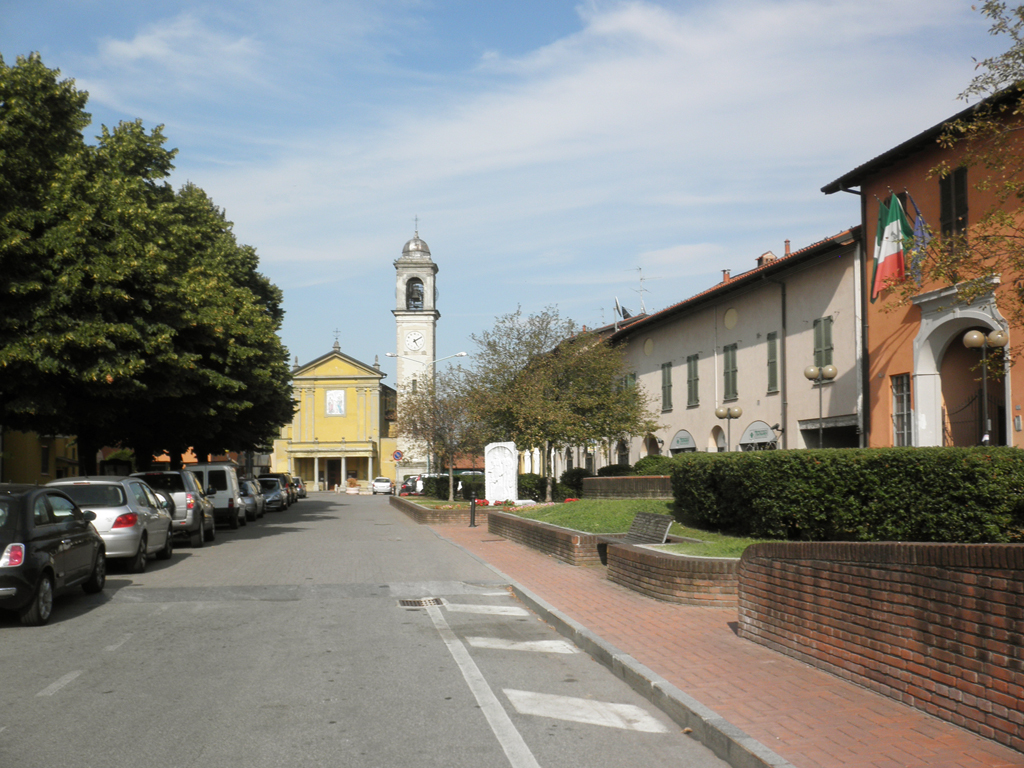
Piazza Roma
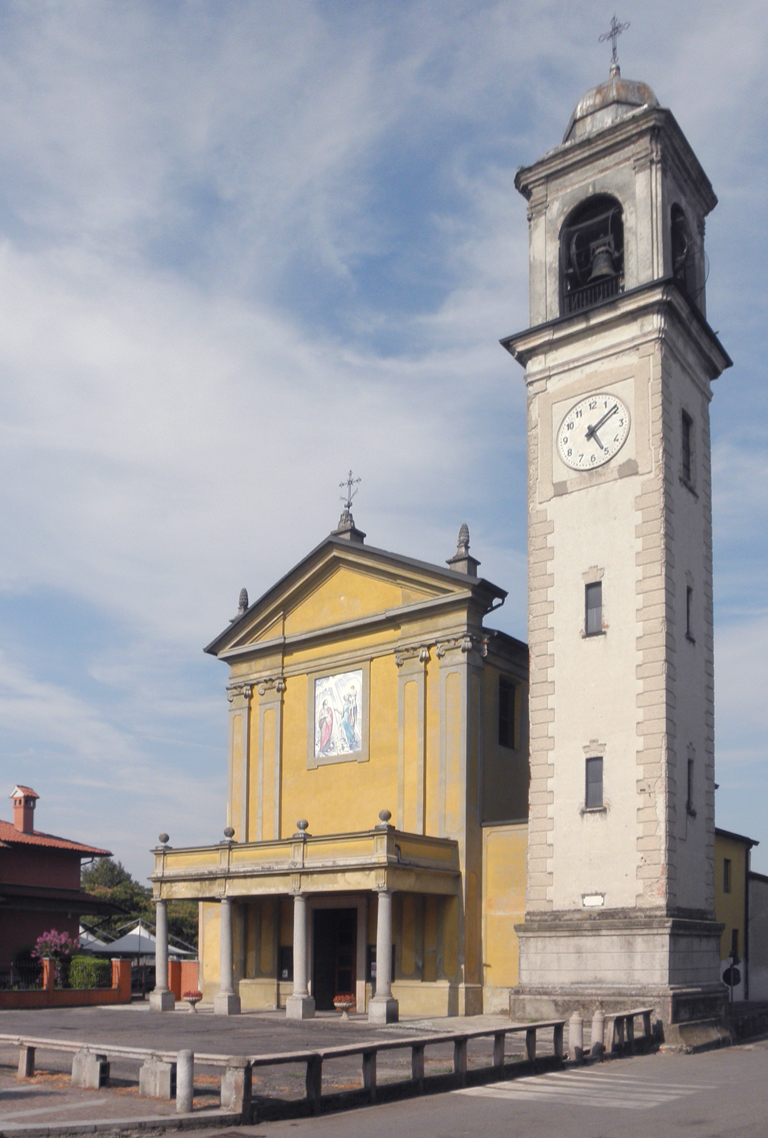
Chiesa di Santi Giacomo Maggiore Apostolo e Cristoforo Martire
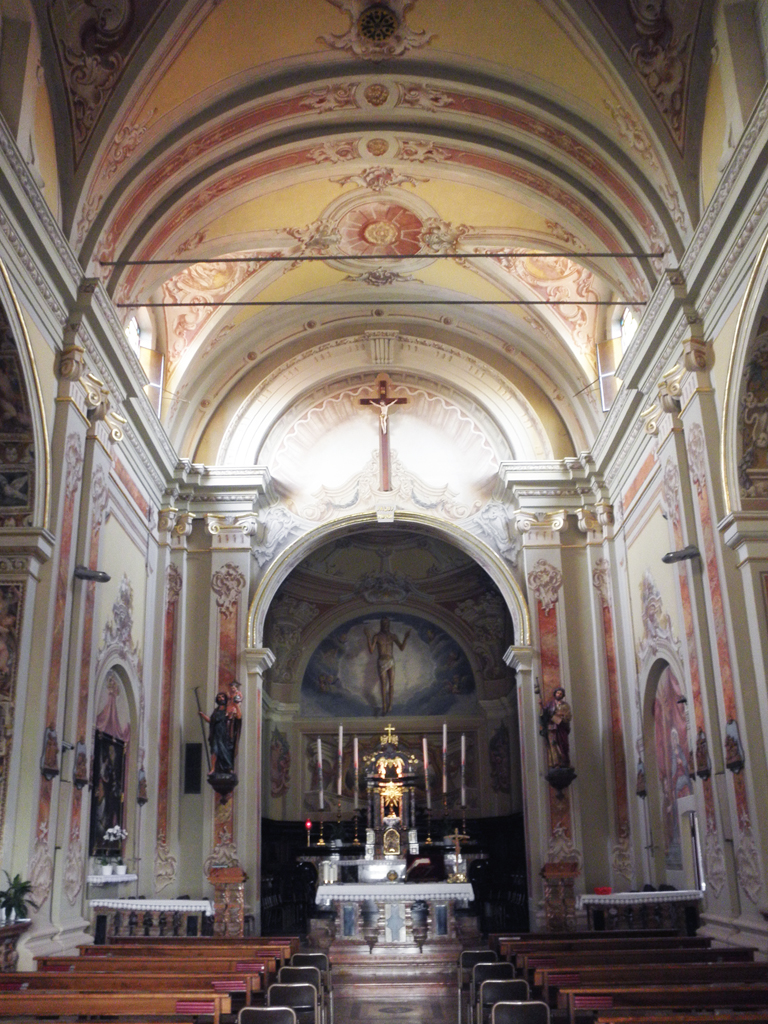
Chiesa di Santi Giacomo Maggiore Apostolo e Cristoforo Martire (interno)
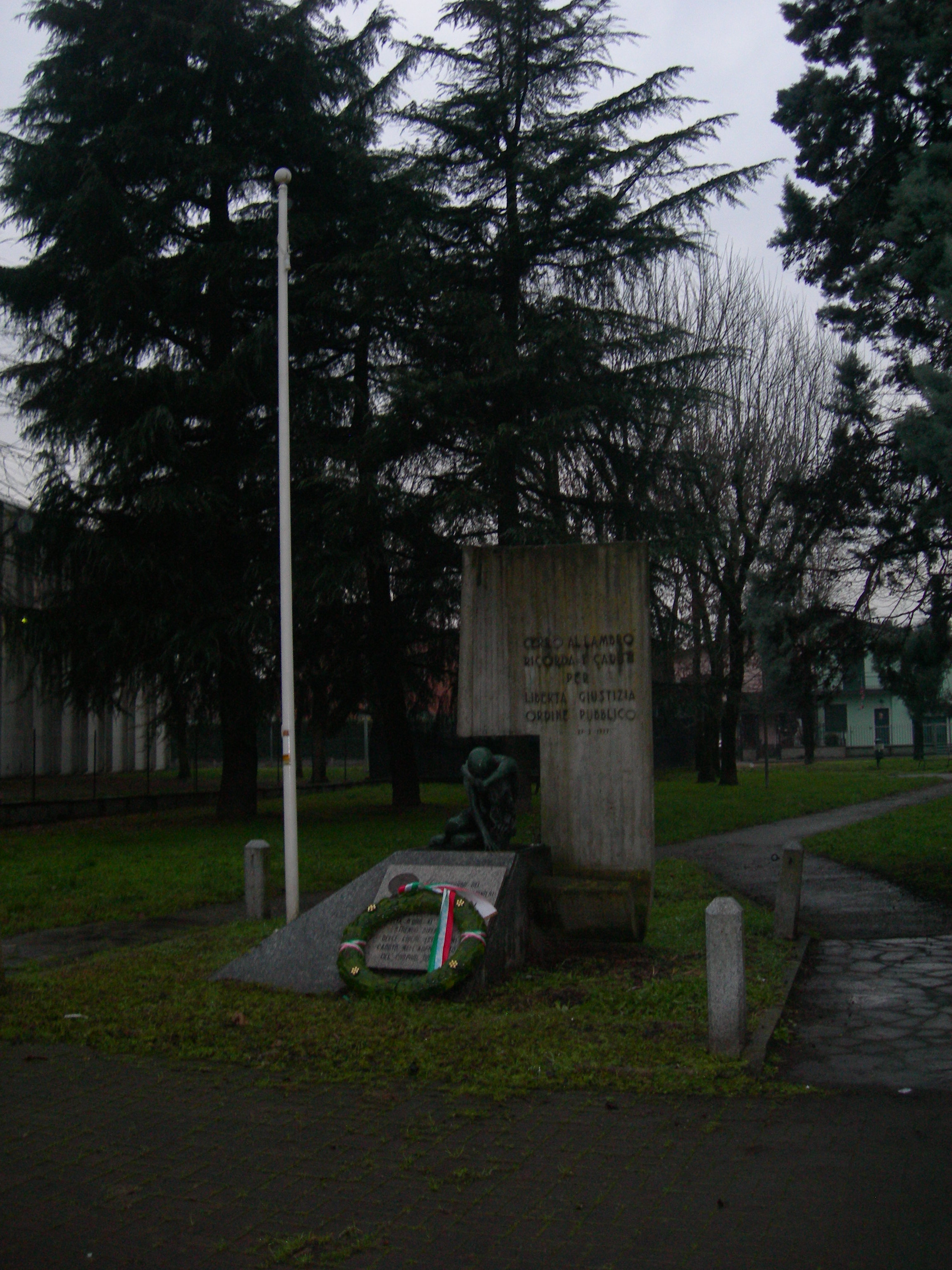
Il Monumento ai Caduti
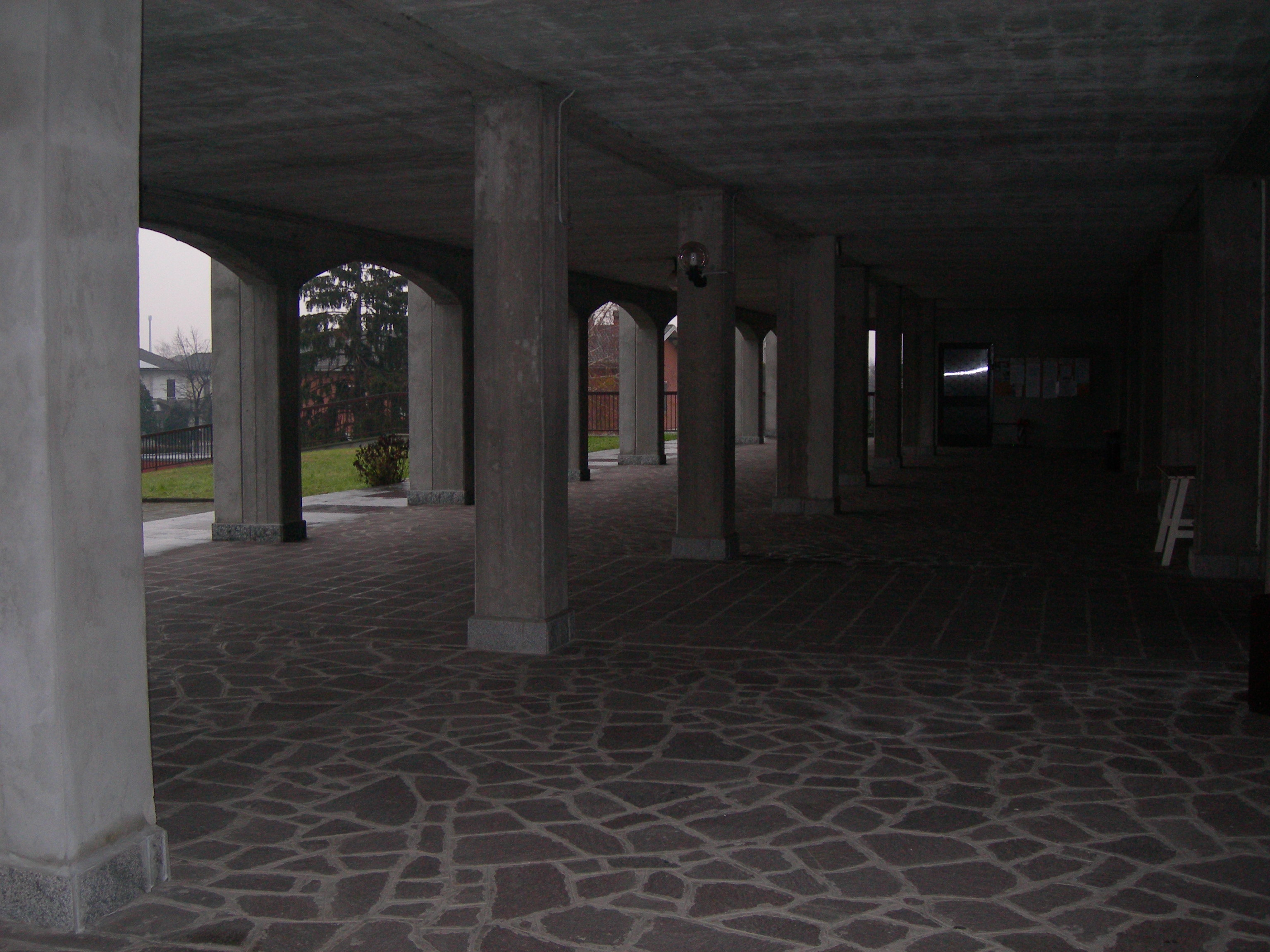
I portici della chiesa di San Lorenzo
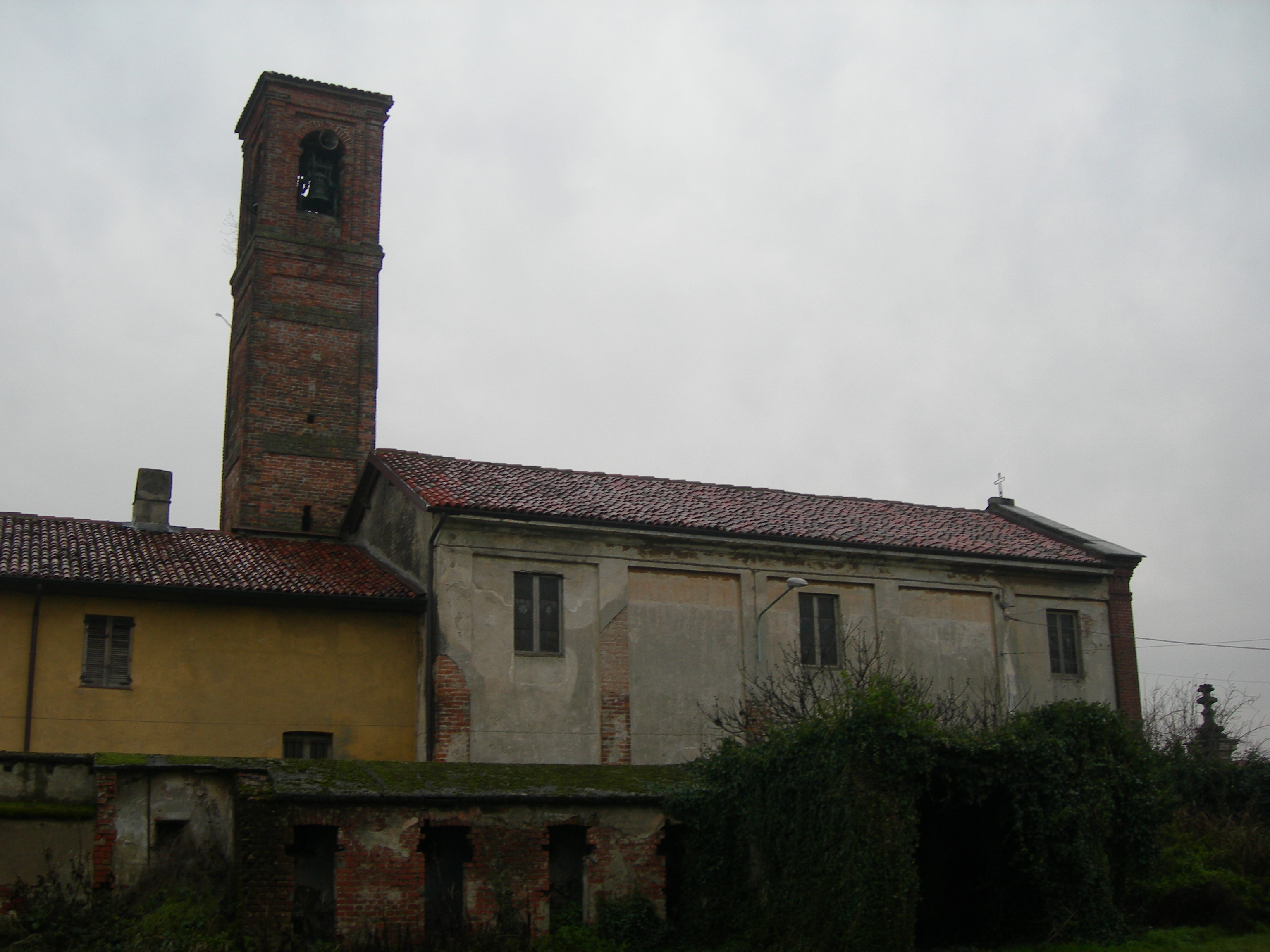
Il fianco della chiesa di San Rocco
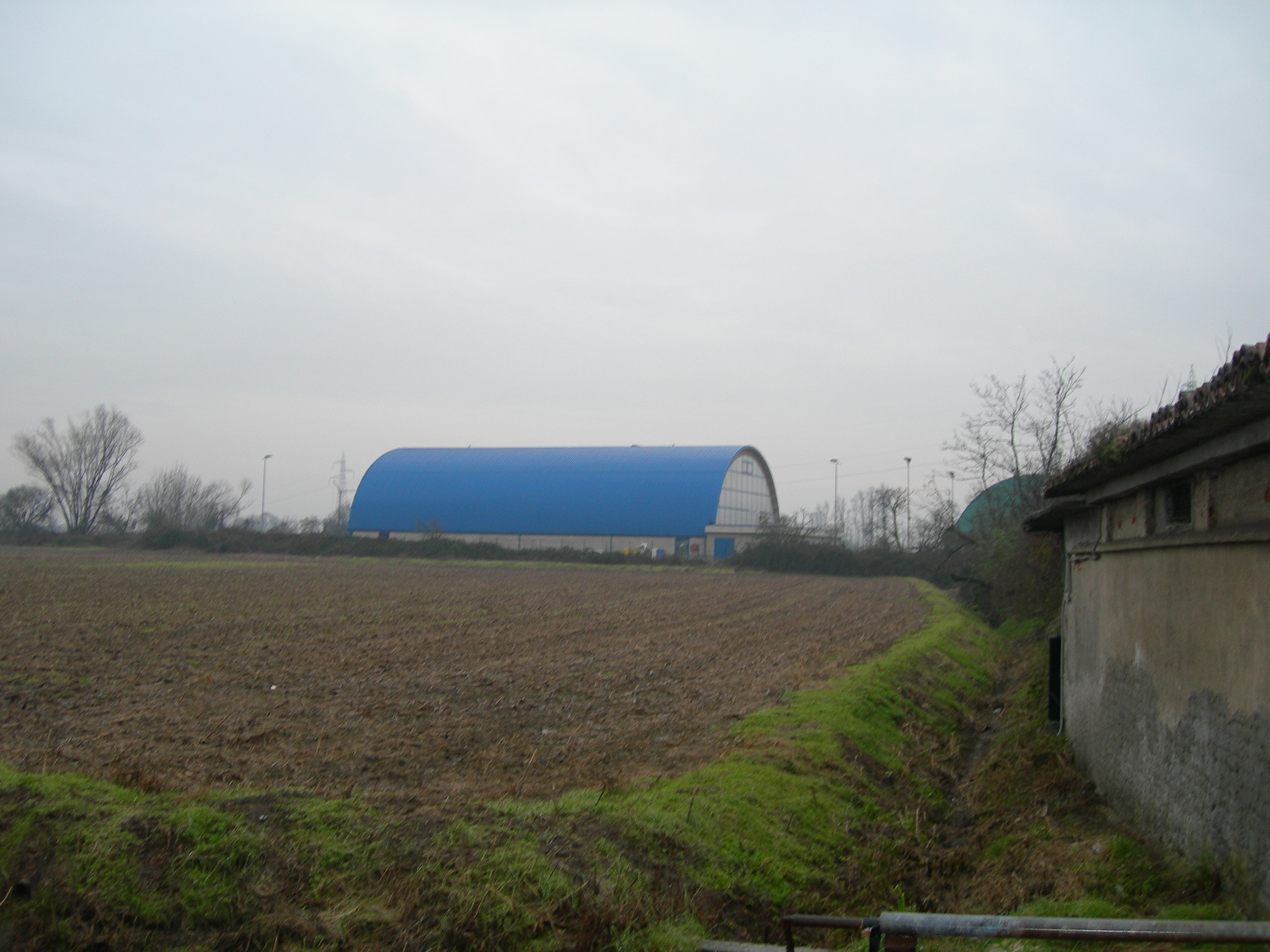
Il centro sportivo Ugo Guazzelli